# اوله ویشنفسکی
اوله ویشنفسکی (اوکراینی: Олег Вікторович Вишневський؛ زادهٔ ۴ اکتبر ۱۹۹۵) بازیکن فوتبال اهل اوکراین است.